# Protopin
Protopin je benzilizohinolinski alkaloid koji se javlja u maku, Corydalis krtolama i drugim biljkama iz familije (lat. papaveraceae), kao i dimnjača (lat. Fumaria officinalis). Utvrđeno je da inhibira histaminske H1 receptore i zgrušavanje krvi, i da deluje kao analgetik.

## Literatura
- The Merck Index (9 изд.). New Jersey: Merck & Co. 1976. стр. 1023.

## Spoljašnje veze
- Protopine на 